# Richard Meier

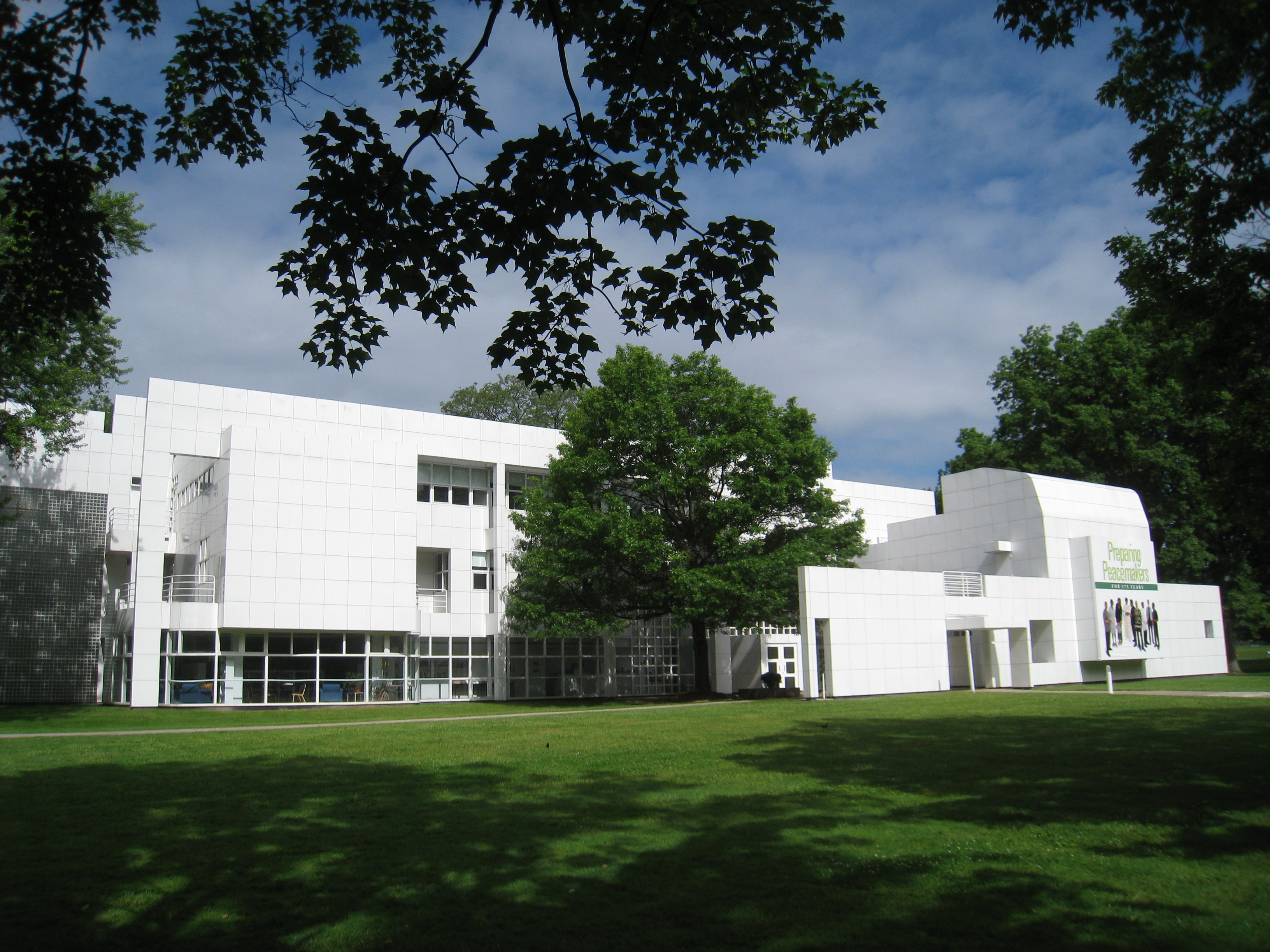
Seminario Hartford, Hartford, Connecticut (EE. UU.), 1981.

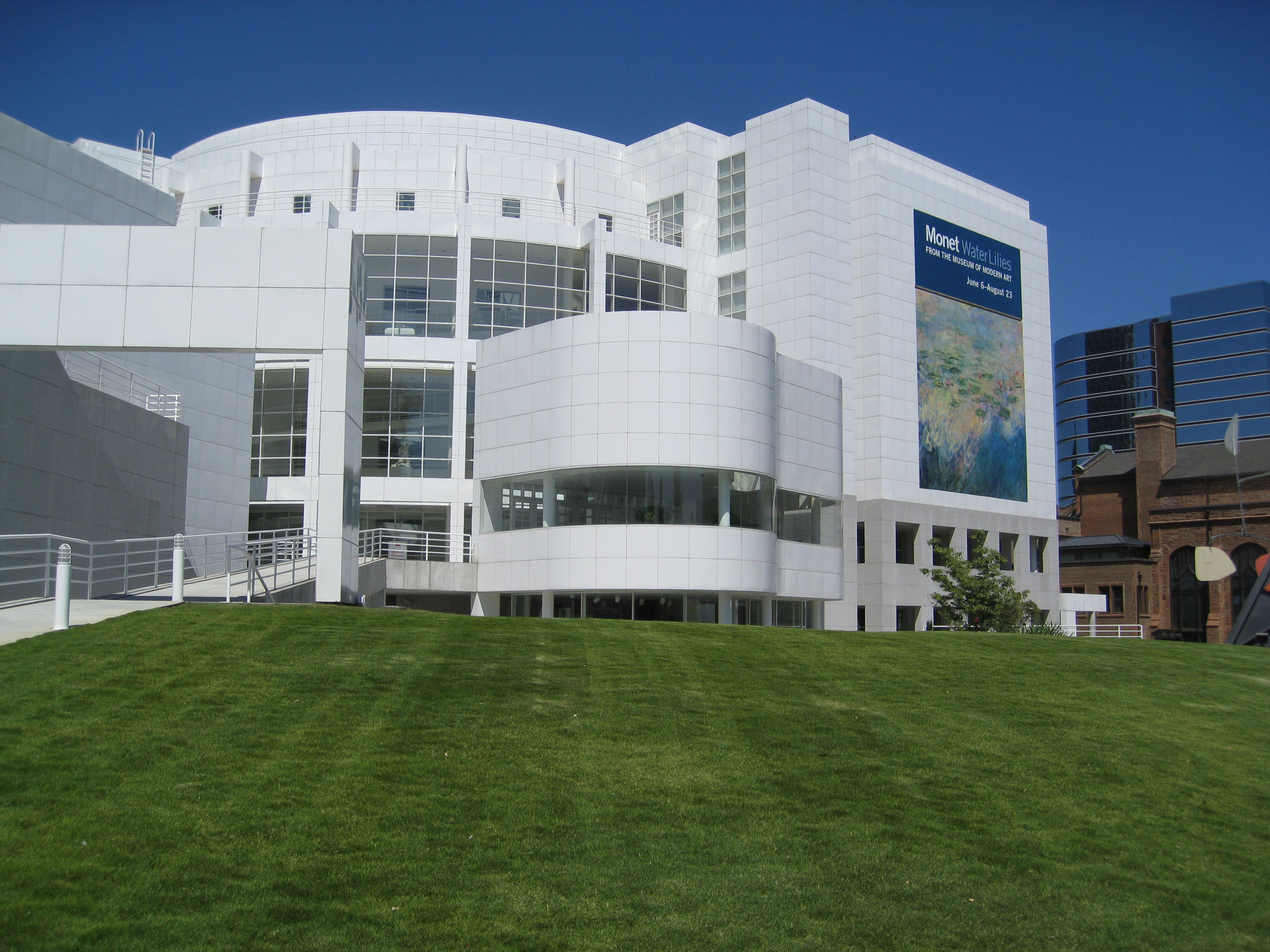
High Museum of Art en Atlanta, (EE. UU.) 1983.

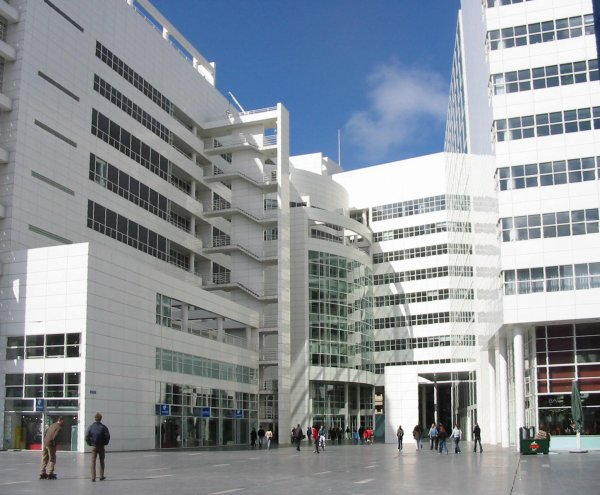
Nuevo ayuntamiento (stadhuis) de La Haya, 1995.

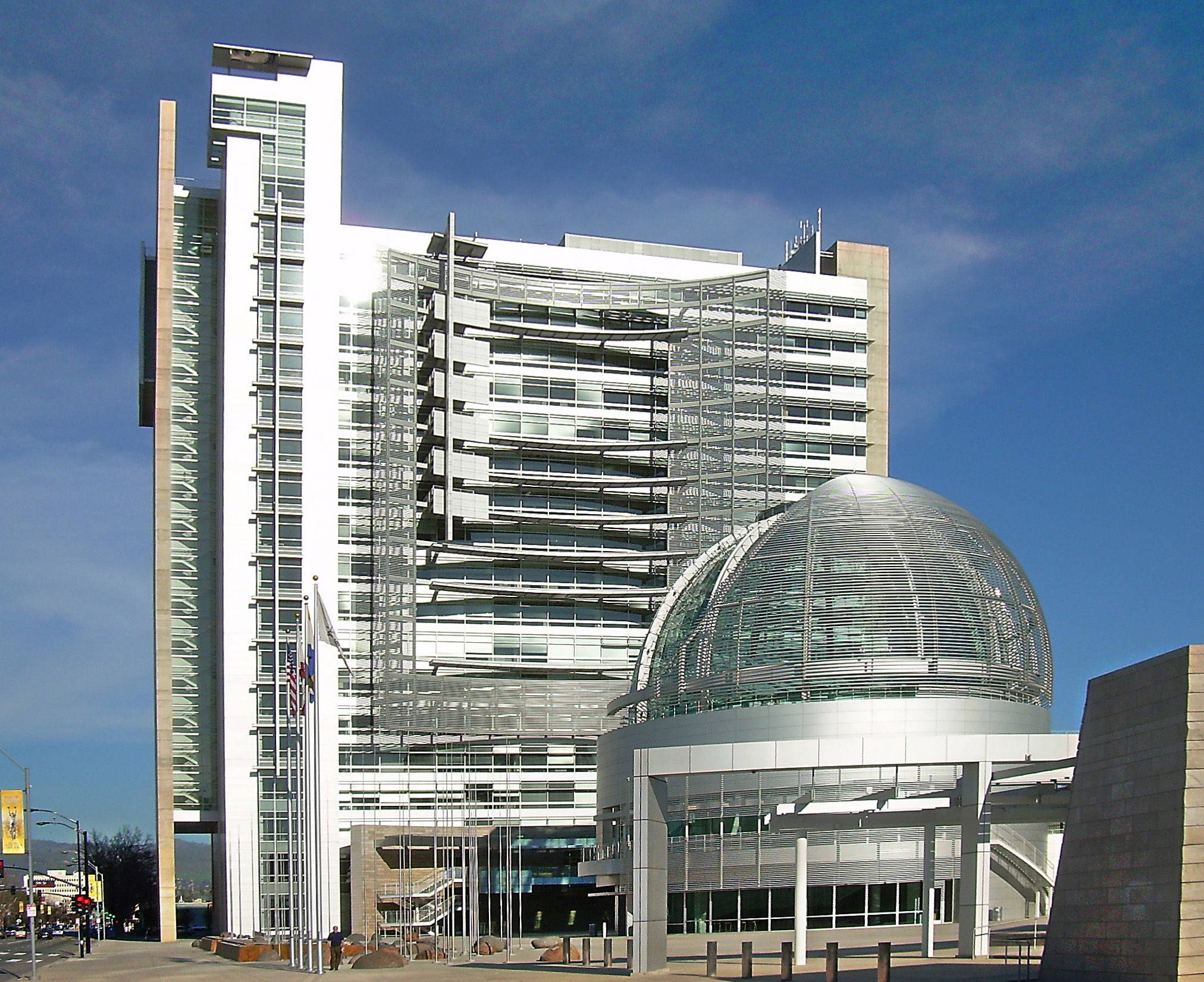
Ayuntamiento de San José, California.

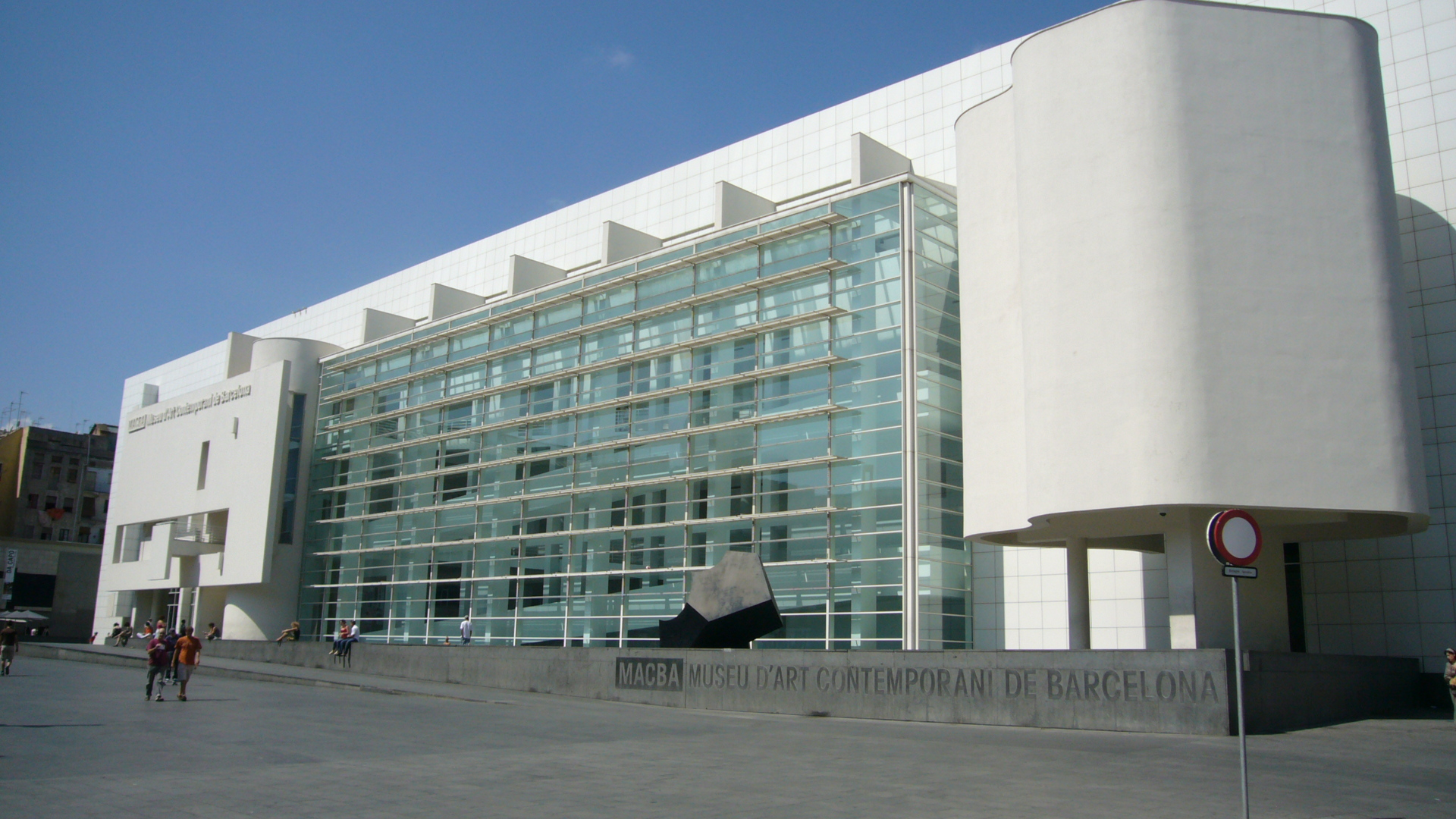
Museo de Arte Contemporáneo de Barcelona de Barcelona, 1995.

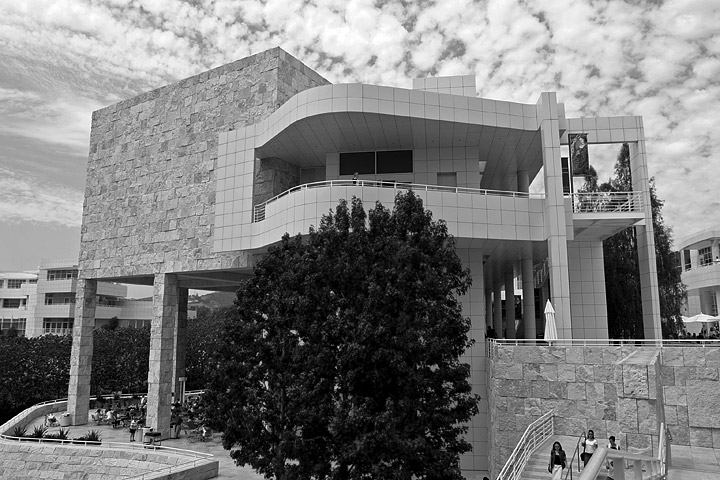
Getty Center en Los Ángeles, 1997.

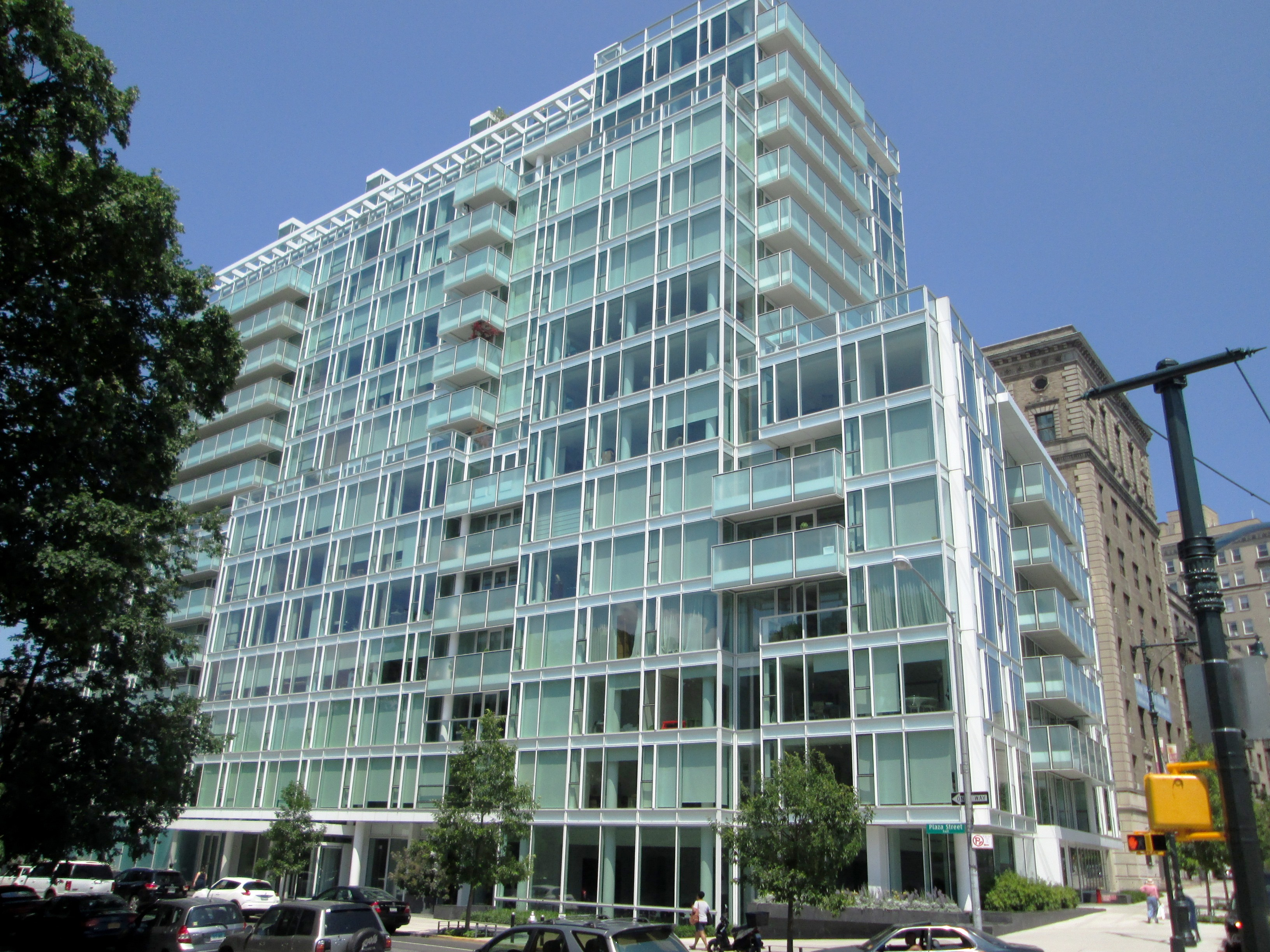
On Prospect Park en Nueva York, 2009.

Richard Meier (Newark, 12 de octubre de 1934) es un arquitecto y artista abstracto estadounidense, galardonado entre otros con el Premio Pritzker y la Medalla de oro de American Institute of Architects.  Sus obras se han centrado principalmente en museos, grandes mansiones, templos y oficinas, en los que destaca la luz de sus espacios y el uso del color blanco, en donde los espacios armonizan con la naturaleza circundante.

## Biografía

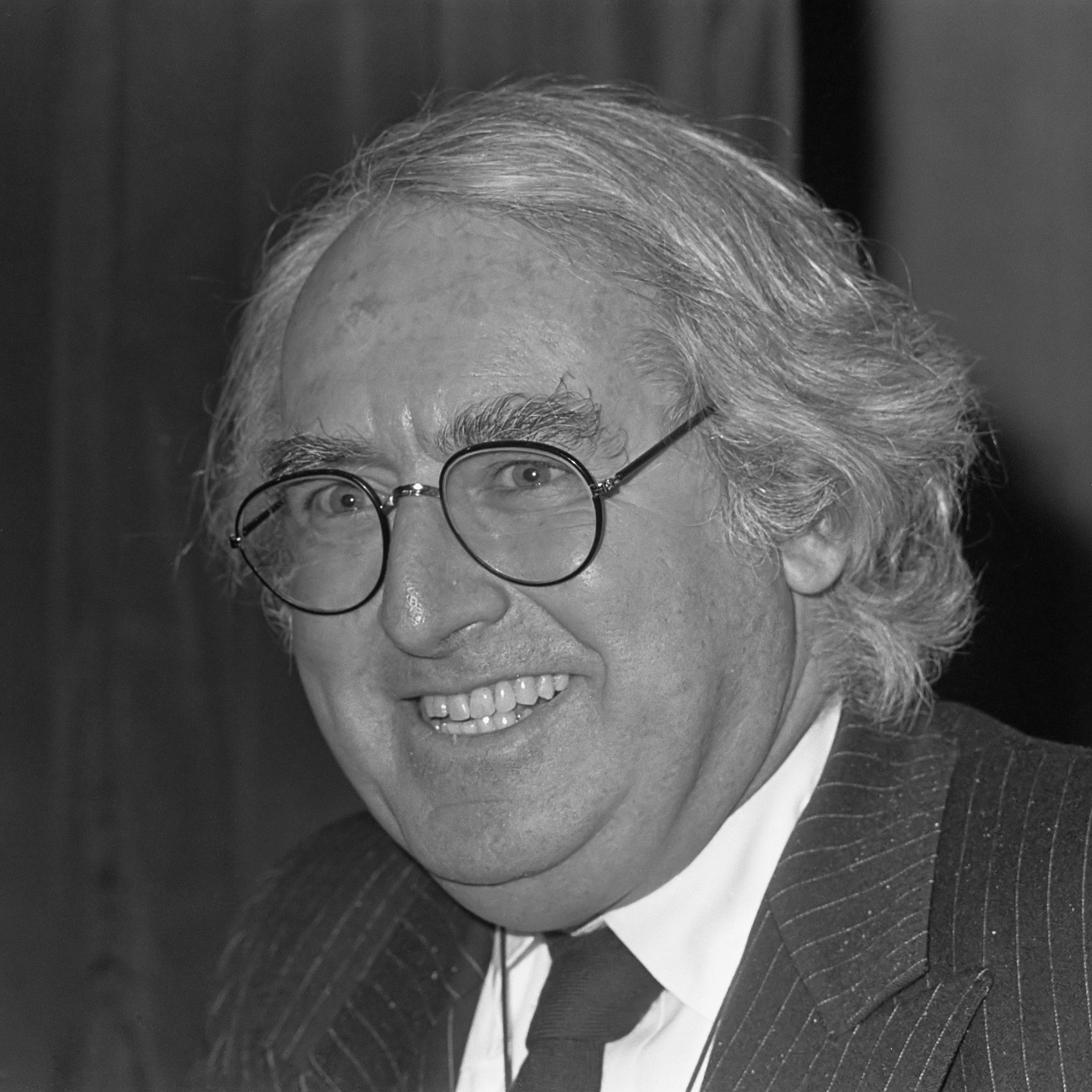
Richard Meier en 1986.

Nació en Newark, en el estado de Nueva Jersey, en el seno de una familia judía. Estudió arquitectura en la Universidad Cornell, donde se graduó en 1957. Al terminar sus estudios viajó por Europa donde tuvo la ocasión de conocer a Le Corbusier, que influiría mucho en su arquitectura. A su vuelta a Estados Unidos, trabajó en varios despachos de arquitectos, entre ellos los de Skidmore, Owings and Merrill y Marcel Breuer, hasta que en 1963 abrió su propio estudio.
En 1972, fue identificado como uno de los llamados Cinco de Nueva York, un grupo de arquitectos modernistas formado por el propio Meier, y Peter Eisenman, Michael Graves, Charles Gwathmey y John Hejduk. Al principio de su carrera, Meier trabajó con artistas como el pintor Frank Stella y favoreció las estructuras blancas y geométricas.
Meier ganó reconocimiento por primera vez por sus diseños para varias casas, para The Atheneum, un centro de visitantes en New Harmony, Indiana (finalizado en 1979), y para el High Museum of Art en Atlanta, Georgia (finalizado en 1983).

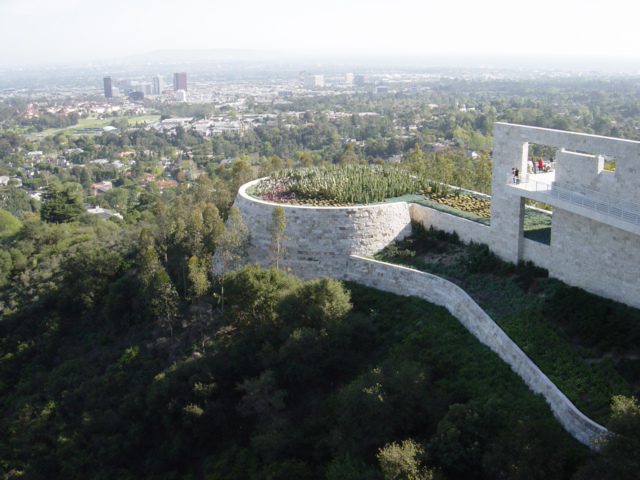
Getty Center (Los Ángeles, EE. UU.)

Aunque Meier fue un arquitecto aclamado durante años, su diseño para el Getty Center, un gran complejo de museos en Los Ángeles (finalizado en 1997), le trajo un alto nivel de reconocimiento. Otros encargos notables de este período incluyen museos como el Museo de Arte Contemporáneo de Barcelona en España (finalizado en 1995) y el Paley Center for Media en Beverly Hills, California (finalizado en 1996); el Ayuntamiento de La Haya, Países Bajos (finalizado en 1995) y el Ayuntamiento de San José  (California) (finalizado en 2005); edificios comerciales como la reconstrucción de la City Tower en Praga, República Checa (finalizada en 2008); y edificios residenciales como el de 173 y 176 Perry Street en el West Village de Manhattan (finalizado en 2002) y Meier on Rothschild en Tel Aviv, Israel (finalizado en 2015).
Hoy, Richard Meier & Partners Architects tiene oficinas en Nueva York y Los Ángeles, con proyectos que abarcan desde China y Tel Aviv hasta París y Hamburgo.
El alcalde de Roma, Gianni Alemanno, incluyó en su programa electoral la promesa de derribar el gran muro de travertino del Museo del Ara Pacis, otra obra de Richard Meier. Alemmano ha cambiado desde entonces su postura sobre el edificio y ha acordado con Meier modificaciones que incluyen reducir drásticamente la altura del muro entre un espacio al aire libre fuera del museo y una transitada carretera a lo largo del río Tíber. La ciudad planea construir una amplia zona peatonal a lo largo del río y hacer pasar la carretera por debajo. «Es una mejora», dice Meier, y añade que »la razón por la que ese muro estaba ahí tiene que ver con el tráfico y el ruido. Una vez eliminado eso, la idea de abrir la plaza al río es buena». Según la alcaldía, Alemanno espera terminar el proyecto antes de que finalice su mandato en 2013. 

## Estilo
Desde el principio, Meier ha seguido una línea determinada y permanente en sus proyectos. Ha dejado de lado las tendencias pasajeras y las modas, y se ha mantenido fiel a sus ideas. Aunque sus edificios más recientes muestran un refinamiento respecto a los iniciales, siguen siendo de un mismo estilo inconfundible, en los que Meier concede siempre la misma importancia a la claridad de líneas, a la armonía, a los espacios y a la luz. La organización de sus edificios se basa en tramas geométricas que obedecen a condicionantes de su entorno, y le ayudan en el ordenamiento de los espacios interiores y exteriores. En su inmensa mayoría, los edificios de Meier son blancos, el color que considera el más puro ya que reúne a todos los demás y va cambiando de tonalidad durante el día.
Según manifiesta Meier, Le Corbusier ha ejercido una gran influencia sobre él, al igual que Frank Lloyd Wright; sin mencionar otros arquitectos han sido una referencia para su trabajo. No obstante, considera que la arquitectura es una disciplina que se encuentra en un continuo flujo, por lo que van cambiando con el paso de los años los arquitectos que marcan estilos y que influencian a los demás.

## Premios
Meier ha sido distinguido entre otros con los siguientes premios:
- En 1984 le fue otorgado el premio Pritzker, el reconocimiento internacional más importante en arquitectura
- En 1989, Medalla de Oro por el Royal Institute of British Architects,
- En 1997 recibió el máximo galardón estadounidense de su profesión, la medalla de oro del Instituto Americano de Arquitectos.

También le ha sido otorgado el Premium Imperiale de la Japan Art Association. Entre 1970 y 1976 se le reconoció como uno de los miembros del grupo de arquitectos conocido como The New York Five, junto a Michael Graves, Peter Eisenman, John Hejduk y Charles Gwathmey.
Poco después de recibir el premio Pritzker, Meier recibió el encargo de diseñar el Centro Getty en Los Ángeles, un gran complejo de edificios que para cualquier arquitecto era uno de los proyectos más interesantes e importantes que se le podían adjudicar.
Otro proyecto importante es la iglesia del Jubileo, en Roma. Con motivo de celebrarse el año del Jubileo de 2000, la Santa Sede organizó un concurso internacional para la realización de una nueva parroquia en Tor Tre Teste, en las afueras de Roma, del que Richard Meier resultó ganador.

## Obras representativas

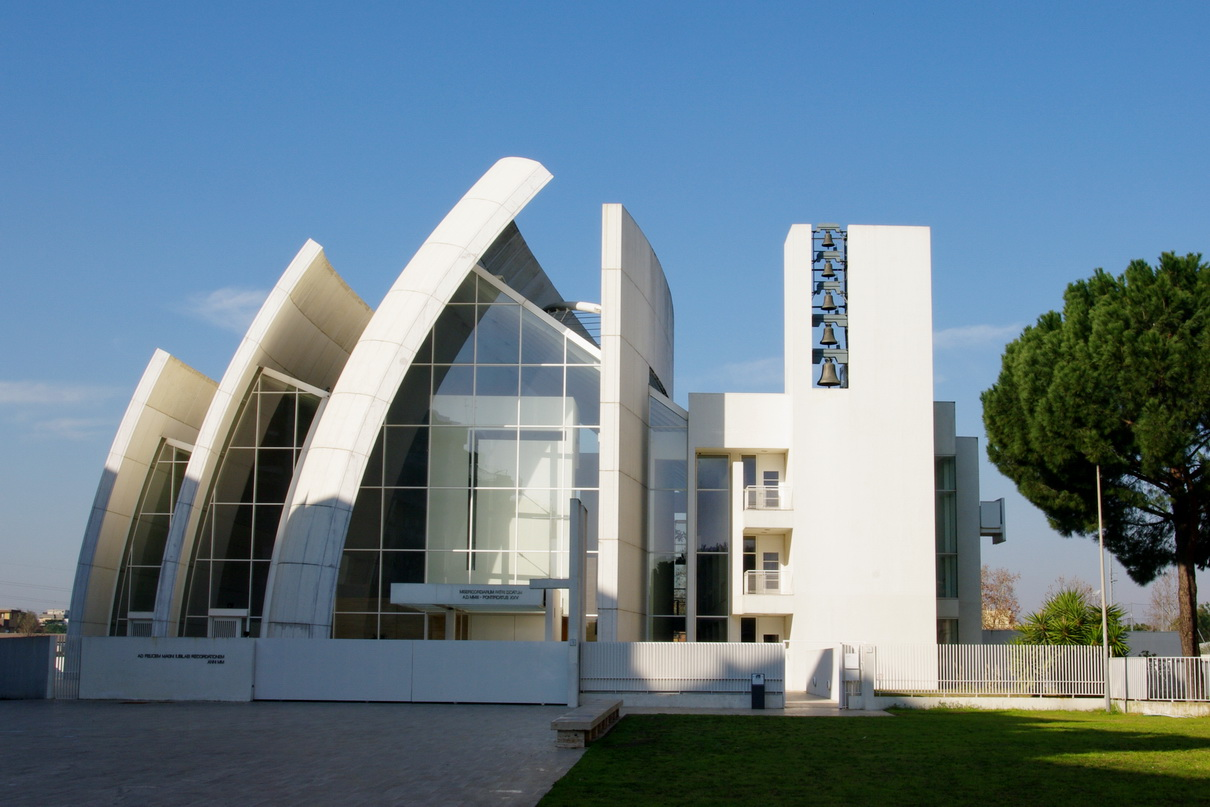
Iglesia de Dios Padre misericordioso, (Dives in misericordia) Roma, 2003.

- Westbeth Artists Community, New York City, 1970
- CondominiO del Olivetti Training Center en Tarrytown, New York, 1971
- Casa Meier, Essex Fells, Nueva Jersey, 1965
- Casa Smith, Darien, Connecticut, (EE. UU.), 1965–1967
- Casa Saltzman [New York], 1969
- Casa Douglas, Harbor Springs, Michigan, 1973[6]
- Centro para disminuidos mentales del Bronx (Nueva York), 1976
- Casa Shamberg (Chappaqua, Nueva York), 1972-1974
- Edificio Atheneum (centro de información turística, New Harmony, Indiana, 1979
- Seminario de Hartford, Hartford, Connecticut,(EE. UU.), 1981
- High Museum of Art, Atlanta, Georgia, 1983
- Modern Art Wing Des Moines Art Center, Des Moines, Iowa, 1984
- Museo de las Artes Decorativas (Fráncfort, Alemania), 1985
- Edificio de la sede central de Canal + (París), 1990
- Centro de Investigación de Daimler-Benz (Ulm, Alemania), 1992
- Edificio Hypobank International (Luxemburgo), 1993
- Stadthaus Ulm, Ulm, Alemania, 1994
- Museo de Arte Contemporáneo, Barcelona, España, 1995
- Nuevo Ayuntamiento (La Haya, Países Bajos), Países Bajos, 1995
- Edinburgh Park Masterplan, 1995
- Rachofsky House, Dallas, Texas, 1996
- Casa Neugebauer, Naples, Florida, 1998[7]
- The Paley Center for Media, formerly The Museum of Television & Radio, Beverly Hills, California, 1996
- Getty Center, Los Ángeles, California, 1997[8]
- Camden Medical Centre, Singapur, 1998
- White Plaza, Basilea, Suiza, 1998
- 173/176 Perry Street, Manhattan, 1999–2002
- Sandra Day O'Connor United States Courthouse, Phoenix, Arizona, 2000
- Palacio de Justicia de los Estados Unidos Alfonse M. D'Amato, Central Islip, Nueva York, 2000
- Peek & Cloppenburg flagship store, Düsseldorf, Germany, 2001
- Centre for Possibility thinking, Garden Grove, California, 2003[9]
- Iglesia del jubileo, Roma, Italia 2003[10]
- Museum Frieder Burda, Baden Baden, Alemania, 2004
- Museo Ara Pacis (Roma), Italia, 2006)[11]
- City Tower, Praga, República Checa, 2004–2007
- Arp Museum, Remagen-Rolandseck, Alemania 2008[12]
- San Jose City Hall, San José (California), 2004–2007
- Universidad de Scranton, Connolly Hall, 2007
- Weill Hall, Ithaca, New York, 2008
- Meier Tower, Tel Aviv, Israel (2008–present)
- On Prospect Park, Brooklyn, NY, 2003–2008[13]
- International Coffee Plaza, Hamburgo, Alemania, 2010[14]
- Bodrum Houses, Bodrum, Turkey, 2010–present[15]
- Vinci Partners Corporate Headquarters, Río de Janeiro, Brasil, 2012[16]

## Acusaciones de acoso sexual
El 13 de marzo de 2018, The New York Times detalló las denuncias de cinco mujeres que Meier había acosado o agredido sexualmente. Meier respondió diciendo que se tomaría una licencia de seis meses de su empresa. En respuesta a las acusaciones y a las disculpas de Meier, su alma mater, la Universidad Cornell, rechazó su intención de donar una cátedra con su nombre e instituyó una revisión de sus donaciones anteriores. El 6 de abril de 2018, cuatro mujeres más que habían trabajado anteriormente en la firma de arquitectura de Meier presentaron acusaciones contra él. El 9 de octubre de 2018, la compañía anunció que su renuncia era permanente.

## Premios
- Premio Pritzker, 1984
- Medalla Real de Oro del Royal Institute of British Architects (RIBA), 1989
- Doctor honoris causa por la Universidad de Nápoles Federico II en 1991
- Nombrado Comendador de las Artes y las Letras por el Gobierno francés en 1992
- 12 Premios Nacionales de Honor del Instituto Estadounidense de Arquitectos (American Institute of Architects, AIA en inglés)
- 31.ª edición de los premios de diseño AIA en la ciudad de Nueva York
- Premio en memoria de Arnold W. Brunner